# Josip Majić
Josip Majić (* 5. Juli 1994) ist ein kroatischer Fußballspieler.

## Werdegang
Der Stürmer Josip Majić begann seine Karriere bei NK Velebit Benkovac und wechselte im Sommer 2012 in die Jugend von HNK Šibenik. Ein Jahr später folgte der Transfer zum kroatischen Zweitligisten HNK Gorica, mit dem er in der Saison 2014/15 den dritten Platz belegte. Ende August 2015 folgte der Wechsel zum deutschen Oberligisten SV Lippstadt 08. Er gab am 13. September 2015 sein Debüt für Lippstadt beim 4:1-Sieg bei der SpVgg Erkenschwick. In der folgenden Saison spielte er für den SC Paderborn 07 II und ging dann in seine kroatische Heimat zurück.